# Ranty
Ranty – osada w Polsce położona w województwie warmińsko-mazurskim, w powiecie giżyckim, w gminie Wydminy, na Mazurach.
W latach 1975–1998 miejscowość administracyjnie należała do województwa suwalskiego.
We wsi duży zrujnowany zespół folwarczny, w tym cegielnia z XVIII w. i neoromański budynek bramny z XIX w. W zdziczałym parku reklity pałacu m.in. kolumnada werandy.